# John Langan
John Langan (1969) es un autor estadounidense de horror contemporáneo. Sus colecciones de relatos han sido finalistas de los premios International Horror Guild Award en 2008 y Bram Stoker en 2008 y 2019. Ganó el premio Bram Stoker a la mejor novela en 2016 con su obra El Pescador. Es fundador y miembro de la junta directiva de los Premios Shirley Jackson.

## Biografía
John Langan tiene un Master of Arts por la State University of New York at New Paltz, donde da clases de escritura creativa y literatura gótica, y un Master of Philosophy por el Graduate Center de la Universidad de la Ciudad de Nueva York. Es también profesor adjunto del Marist College. Reside en el norte del estado de Nueva York.
Su obra ha aparecido en la revista The Magazine of Fantasy & Science Fiction y las antologías Poe y The Living Dead. Su primera antología, Mr. Gaunt and Other Uneasy Encounters, fue publicada por Prime Books y su primera novela, House of Windows, por Night Shade Books. En la sección de agradecimientos de esta última reconoce que «a este libro le costó encontrar su sitio: a los lectores de género no les gustaba su toque literario, y a los lectores más literarios no les gustaba su toque de género». Posteriormente, ha publicado las colecciones de relatos The Wide, Carnivorous Sky and Other Monstrous Geographies (2013) y Sefira and Other Betrayals (2019), ambas con Hippocampus Press, y Children of the Fang and Other Genealogies (2020) con Word Horde. Su segunda novela, El pescador (2016), fue publicada en español por Biblioteca de Carfax en 2018.

### Novela
- House of Windows (2009)
- El Pescador (The Fisherman, 2016). Ed. La Biblioteca de Carfax, 2018.

### Colecciones de relatos
- Mr. Gaunt and Other Uneasy Encounters (2008)
- The Wide Carnivorous Sky and Other Monstrous Geographies (2013)
- Sefira and Other Betrayals (2019)
- Children of the Fang and Other Genealogies (2020)
- Bocadáver, y otras autobiografías (Corpsemouth and Other Autobiographies, 2022). Ed. La Biblioteca de Carfax, 2024.

### Antologías
- Creatures: Thirty Years of Monsters (2011) con Paul G. Tremblay

### Obra incluida en otras antologías
- «Altered Beast, Altered Me», en Final Cuts: New Tales of Hollywood Horror and Other Spectacles (2020)
- «Natalia, Queen of the Hungry Dogs», en Echos: The Saga Anthology of Ghost Stories (2019)
- «The Deep Sea Swell», en The Devil and the Deep: Horror Stories of the Sea (2018)
- «Lost in the Dark», en Haunted Nights (2017)
- «Ymir», en Children of Old Leech: A Tribute to the Carnivorous Cosmos de Laird Barron (2014)
- «Sweetums», en A Season In Carcosa  (2012)
- «In Paris, in the Mouth of Kronos», en The Best Horror of the Year: Volume Four (2012)
- «City of the Dog», en The Best Horror of the Year: Volume Three (2011)
- «Technicolor», en The Best Horror of the Year: Volume Two (2010)
- «The Shallows», en Cthulhu's Reign (2010) y también en The Book of Cthulhu (2011)
- «Mr. Gaunt» en New Cthulhu: The Recent Weird (2011)
- «Episode Seven: Last Stand Against the Pack in the Kingdom of the Purple Flowers», en Wastelands: Stories of the Apocalypse(2008)

### Narrativa breve
- On Skua Island (2001)
- Mr. Gaunt (2002)
- Tutorial (2003)
- Episode Seven: Last Stand Against the Pack in the Kingdom of Purple Flowers (2007)
- Kids (2008)
- How the Day Runs Down (2008)
- Laocöon, or, The Singularity (2008)
- Technicolor (2009)
- The Wide, Carnivorous Sky (2009)
- City of the dog (2010)
- The Shallows (2010)
- The Revel (2010)
- In Paris, in the Mouth of Kronos (2011)
- The Unbearable Proximity of Mr. Dunn's Balloons (2011)
- The Third Always Beside You (2011)
- Renfrew's Course (2012)
- Bloom (2012)
- Sweetums (2012)
- Hyphae (2012)
- With Max Barry in the Nearer Precincts (2013)
- Mother of Stone (2013)
- June, 1987. Hitchhiking, Mr. Norris (2013)
- Children of the Fang (2014)
- Episode Three: On the Great Plains, in the Snow (2014)
- To See, to Be Seen (2016)

### Ensayo
- «Letter» (Weird Tales, invierno 2001) (2001)
- Sailing the True Void: H. P. Lovecraft in Fritz Leiber's THE WANDERER (2004)
- Strange Stories (2007)
- Metaphysical Labyrinths and Fairy-Tale Archetypes (2007)
- Domination of Black (2007)
- Open Mouths, Ready to Feed (2007)
- Boxing Lessons in a Bar: An Appreciation of Lucius Shepard (2007)
- Feed Me, Baby, Feed Me: Beyond the Pleasure Principle in Fritz Leiber's Girl with the Hungry Eyes (2008)
- Sympathy for Ig (2010)
- The H Word: Choosing Gruesome Subjects (2013)
- The Whirlpool: With Howard and Eudora on the Banks of the Perdido (2014)